# Helena Henschen

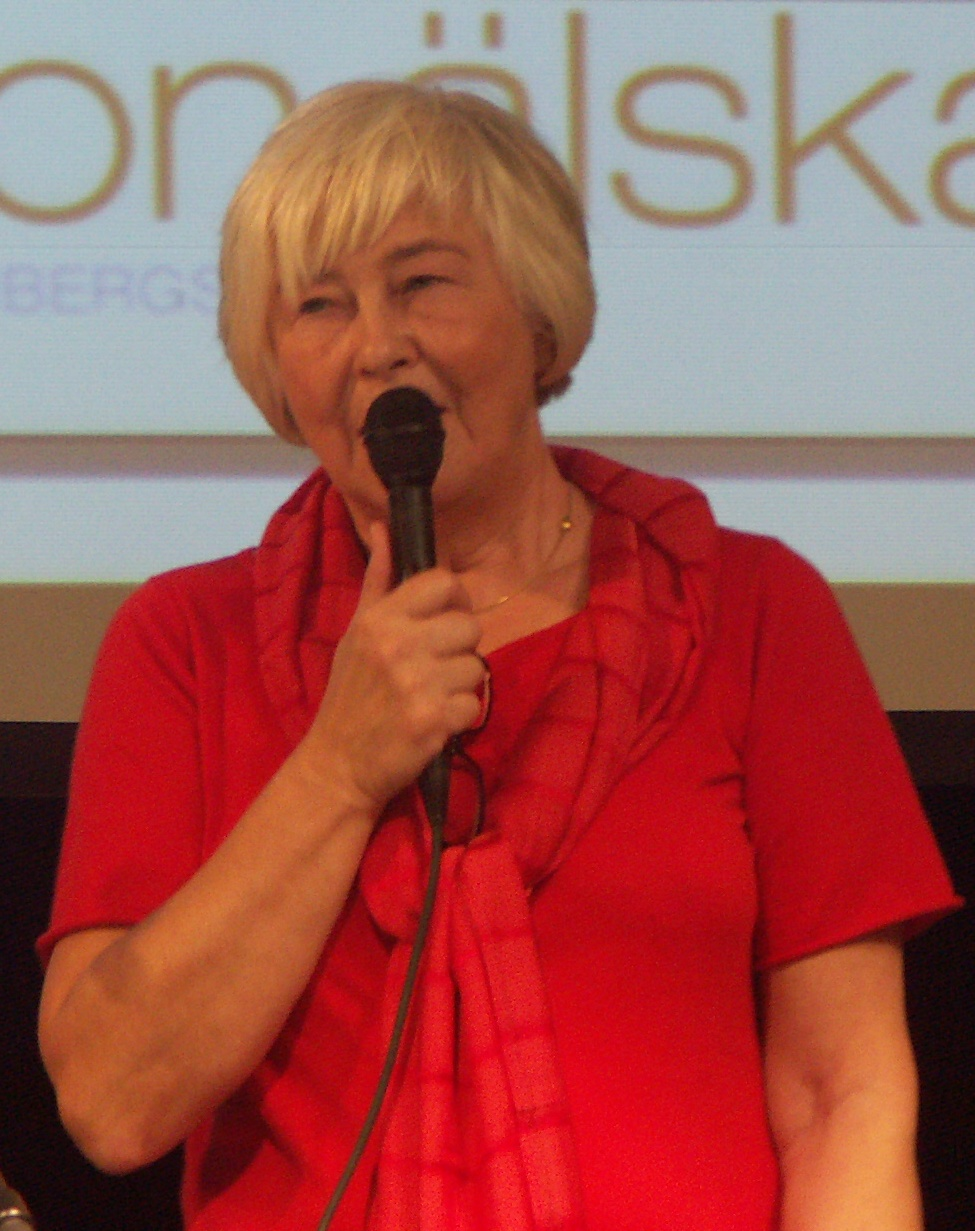
Helena Henschen

Helena Henschen (* 21. März 1940 in Solna; † 27. Januar 2011) war eine schwedische Designerin und Schriftstellerin.

## Leben
Helena Henschen war die Tochter von Anders Henschen und Marianne von Sydow. Sie durchlief die Textilausbildung an der schwedischen Kunsthochschule Konstfack und war eine der Gründerinnen des schwedischen Modelabels Mah-Jong.
Schriftstellerisch war sie unter anderem für die schwedische Zeitschriften Moderna tider und Marxistiskt Forum (Zeitschrift der schwedischen kommunistischen Partei SKP) sowie für das Stockholmer Stadtmuseum tätig. Darüber hinaus hat sie Kinderbücher geschrieben und illustriert.
Henschens literarisches Debüt bildete 2004 der Roman I skuggan av ett brott, deutsch Im Schatten eines Verbrechens: die Sydow-Morde; er handelt von den Morden in der Familie ihrer Mutter am 7. März 1932. 2009 erhielt sie für diesen Roman den Literaturpreis der Europäischen Union. Im Herbst 2008 kam Hon älskade (wörtlich: „Sie liebte“) heraus, ein biographischer Roman über Helena Henschens Großmutter Signe Thiel, Tochter des Bankiers und Kunstmäzens Ernest Thiel, s. auch Thielska galleriet.
Sie war in erster Ehe mit dem Architekten Peter B. Larsson verheiratet (Sohn: Jesper Bergom Larsson, *1961, Schauspieler, Produzent und Drehbuchautor), in zweiter Ehe mit dem Künstler Håkan Nyberg (Tochter: Saskia Lagerbielke, geb. Nyberg), in dritter Ehe mit dem Schriftsteller und Politiker Gunnar Ohrlander (Zwillinge Kristina und Jenny Henschen).
2011 erlag Helena Henschen einer Hirnblutung.

## Publikationen
- Stockholm för stockholmare och andra turister (1997), wörtlich: Stockholm für Stockholmer und andere Touristen
- I skuggan av ett brott (2004), deutsch 2005: Im Schatten eines Verbrechens: die Sydow-Morde
- Hon älskade (2008), wörtlich: Sie liebte